# Waldbrände in Schweden 2018

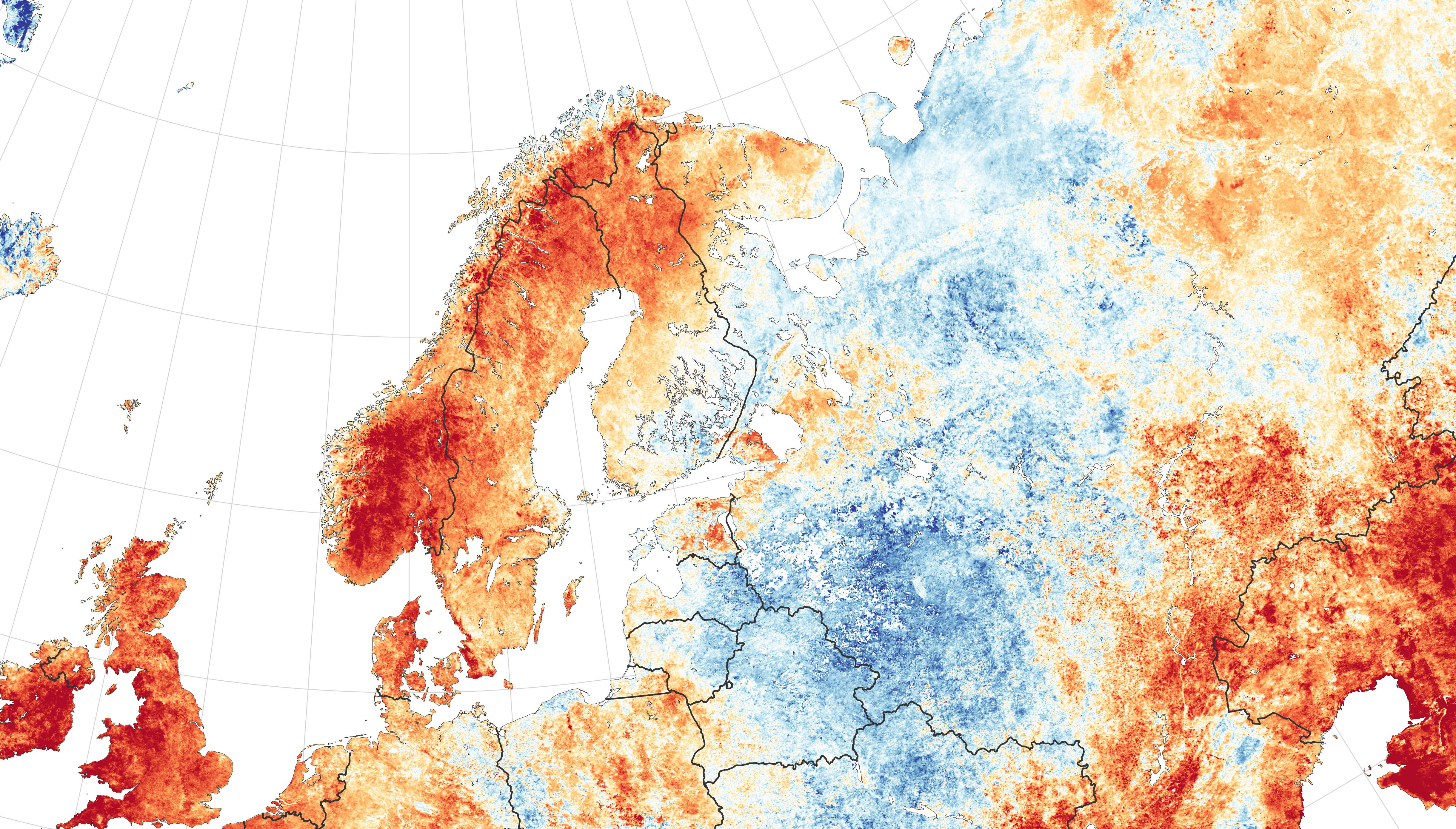
Temperaturanomalie im Juli 2018

Die Waldbrände in Schweden 2018 waren die schwersten seit mehr als 100 Jahren. Mit Stand Juli 2018 erfassten sie eine Fläche von 30.000 Hektar. Die Feuer gelten als die bedrohlichsten Brände der modernen Zeiten Schwedens.
Die Temperaturen in Skandinavien waren im Juli 2018 zehn Grad Celsius höher als im Durchschnitt. In den Monaten Mai bis Juli fielen in Schweden nur 13 mm Regen. Mitte Juli 2018 verzeichneten der Flughafen Trondheim, Norwegen, mit 32,4 und Snåsa, ebenfalls in Norwegen, mit 31,6 Grad Celsius die höchsten gemessenen Werte seit Beginn der Aufzeichnungen.

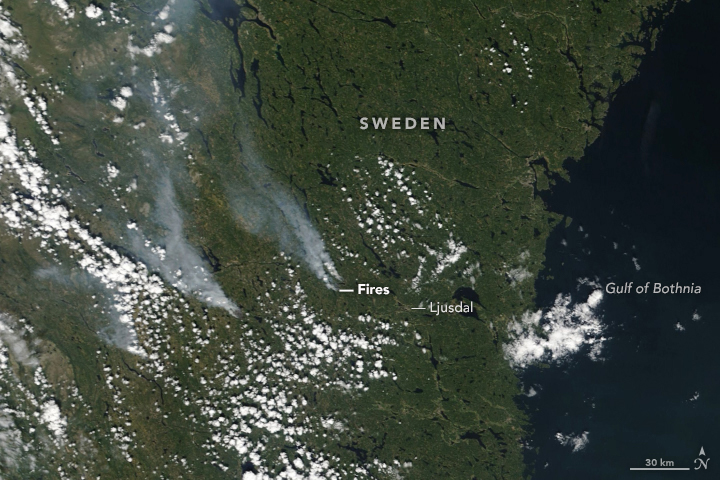
MODIS-Terra-Satellitenbild der Waldbrandregion bei Ljusdal vom 17. Juli 2018

Am 26. Juli 2018 gab es gleichzeitig 20 Brände, zum Teil nördlich des Polarkreises. Zu den schwer betroffenen Gemeinden zählte Ljusdal in der Provinz Gävleborgs län. Die Brände in den Provinzen Gävleborgs län, Jämtlands län und Dalarnas län galten als so groß, dass sie nicht zu löschen waren und nur unter Kontrolle gebracht werden sollten.
Aus Polen kamen Mitte Juli zwei Feuerwehreinheiten mit 44 Fahrzeugen und 139 Feuerwehrmännern, Feuerwehren aus Niedersachsen unterstützten die Brandbekämpfung mit 52 Mann und elf Fahrzeugen, davon fünf Löschfahrzeugen. Darüber hinaus waren unter anderem dänische, norwegische und französische Kräfte vor Ort. Aus Italien und Portugal wurden jeweils zwei Löschflugzeuge entsendet, aus Norwegen sechs Helikopter.
Ein Brand in der Gemeinde Älvdalen in Dalarnas län brach auf einem militärischen Übungsgelände aus, auf dem sich nichtdetonierte Munition befindet. Ein Kampfflugzeug warf aus 3000 Meter Höhe eine GPS- und lasergesteuerte Bombe ab, um den Brand in einem Radius von 100 Metern zu löschen.
Die Brände in der Gegend um Östersund waren aus dem All gut zu erkennen.